# Turnix de Robinson
Turnix olivii
Espèce
Statut de conservation UICN

 CR B1ab(ii,iii,iv,v)+2ab(ii,iii,iv,v);C2a(ii) : 
En danger critique
Le Turnix de Robinson (Turnix olivii) est une espèce d'oiseaux appartenant à la famille des Turnicidae.

## Description
C'est le plus grand des turnix.

## Répartition
Cette espèce est endémique de l'extrême Nord-Est de l'Australie, dans le Nord du Queensland depuis Coen jusqu'à Mareeba à l'ouest de Cairns.  

## Systématique
C'est une espèce monotypique.

## Population et conservation
Cet oiseau est probablement le plus rare des Turnix dont la population est estimée à 500 individus : il est donc considéré comme espèce en danger.